# Качающий подшипник
Качающий подшипник («пьяный подшипник»; встречается также некорректное название качающийся подшипник) — это механизм, используемый в машиностроении для преобразования движения вращающегося вала в возвратно-поступательное движение приводимой втулки параллельно оси вала. Ближайший аналог — механизм планшайба-стержни.

## Конструкция
Вал имеет проточку, выполняющую функцию внутреннего кольца подшипника. Плоскость, в которой расположена эта проточка, находится под углом к оси вала. Наружное кольцо подшипника имеет рычаг, расположенный в плоскости подшипника на прямой, проходящей через центр вращения и точку крепления рычага к наружному кольцу подшипника. Рычаг может совершать движения только в плоскости, проходящей через ось вала, так как свободный конец рычага заведён в приводимую втулку, движение которой внутри определённого отрезка, параллельного оси вала, обеспечивается тем или иным способом другими элементами конструкции.
Число возвратно-поступательных движений прямо пропорционально числу оборотов. Амплитуда движений прямо пропорциональна углу отклонения проточки на валу от перпендикуляра к оси вала и прямо пропорциональна длине рычага.

## Применение
Широкое распространение качающий подшипник получил в механизме перфораторов линейной компоновки (в перфораторах угловой компоновки его функцию выполняет КШМ, преобразующий вращательное движение вала в возвратно-поступательное движение в плоскости, перпендикулярной оси вала).

## Другие способы преобразования вращательного движения в прямолинейное
- Механизм Чебышёва
- Механизм Хойкена
- Механизм Липкина — Посселье
- Механизм Ватта
- Механизм Саррюса
- Шотландский механизм
- Механизм планшайба-стержни
- Кулачковый механизм
- Кривошипно-шатунный механизм